# عبد القادر جوخدار
عبد القادر جوخدار (مواليد 1968 في حلب) مهندس كهرباء وإلكترون وسياسي سوري شغل منصب وزير الصناعة في حكومة حسين عرنوس الثانية من 29 آذار 2023 إلى 23 أيلول 2024.

## نُبذة
- عميد الكلية | كلية الهندسة الكهربائية والإلكترونية ٠١ أيلول ٢٠١٩-١٥ أيلول ٢٠٢٠
- رئيس قسم | قسم هندسة التحكم والأتمتة ٠١ أيلول ٢٠١٧-٠٥ تشرين الأول ٢٠٢٠
- نائب عميد الكلية للشؤون العلمية | كلية الهندسة الكهربائية والإلكترونية ٠١ أيلول ٢٠١٥-٠١ أيلول ٢٠١٩
- رئيس قسم | قسم هندسة الميكاترونيكس ٠١ أيلول ٢٠٠٩-٣١ آب ٢٠١٣
- عضو هيئة تدريسية | قسم هندسة الميكاترونيكس ٢١ كانون الأول ٢٠٠٤-الآن[3][4]

## المؤهل العلمي
- إجازة في الهندسة الكهربائية والإلكترونية | جامعة حلب, ١٦ آب ١٩٩٢
- ماجستير فلسفة - الإلكترونيات الصناعية والتحكم | جامعة بيرمنغهام -المملكة المتحدة, ١٥ شباط ١٩٩٩
- دكتوراة - أنظمة التحكم الذكية | جامعة أبردين - المملكة المتحدة, ٠٢ شباط ٢٠٠٤
- أستاذ مساعد زائر | جامعة كارديف - المملكة المتحدة, ٠١ حزيران ٢٠٠٩
- أستاذ مساعد زائر - معهد الروبوتيكس | جامعة كيبلر يوهانس - لنز - النمسا, ٠١ تموز ٢٠١٧
- أستاذ مساعد زائر | جامعة كراتس - النمسا, ٠١ حزيران ٢٠١٨[3][4]